# Noailhac (Corrèze)

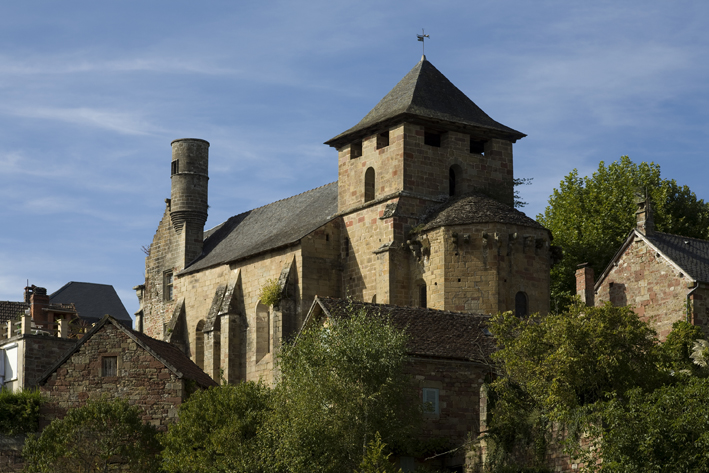
Kościół w Noailhac, 2008

Noailhac – miejscowość i gmina we Francji, w regionie Nowa Akwitania, w departamencie Corrèze.
Według danych na rok 1990 gminę zamieszkiwało 276 osób, a gęstość zaludnienia wynosiła 20 osób/km² (wśród 747 gmin Limousin Noailhac plasuje się na 372. miejscu pod względem liczby ludności, natomiast pod względem powierzchni na miejscu 475.).